# Station Żórawina
Station Żórawina is een spoorwegstation in de Poolse plaats Żórawina.